# تابع قانون
تابع قانون فیلمی به کارگردانی  و نویسندگی محمدعلی بهرامی محصول سال ۱۳۷۱ است.

## بازیگران
- حسین عمرانی
- کاظم افرندنیا
- محمود دینی
- بهار عاملی
- علی فریدونی
- احمد عابدین زاده
- مجتبی جنگروی
- خسرو یزدانی
- عباس بخشی پور
- حسن عرب
- حسین شهاب
- محمدرضا مستعد
- زهره امیری
- مهری ودادیان
- اصغر دلاوری
- نعمت اله گرجی
- گیتا قراگوزلو
- پریدخت اقبالپور
- ملیحه نظری
- عباس مختاری
- فرهاد محبت
- سیروس اعوانی
- محمد ایمانی
- یداله گرامی
- اصغر خندان
- غلامعلی درتاج
- امراله سمیعی
- منصور یزدانی
- داوود رحیمی
- محمد میرمحمدی
- مهدی قبادی
- احمد یاوری شاد
- فیروز حواشی
- محسن اربابیان